# Миндра (Сібіу)
Миндра (рум. Mândra) — село у повіті Сібіу в Румунії. Входить до складу комуни Лоамнеш.
Село розташоване на відстані 229 км на північний захід від Бухареста, 16 км на північ від Сібіу, 101 км на південь від Клуж-Напоки, 123 км на захід від Брашова.

## Населення
За даними перепису населення 2002 року у селі проживали 365 осіб.
Національний склад населення села:
| Національність | Кількість осіб | Відсоток |
| -------------- | -------------- | -------- |
| румуни         | 350            | 95,9%    |
| угорці         | 15             | 4,1%     |

Рідною мовою назвали:
| Мова      | Кількість осіб | Відсоток |
| --------- | -------------- | -------- |
| румунська | 358            | 98,1%    |
| угорська  | 7              | 1,9%     |